# Olaus Petri
Olof Persson (někdy Petersson, známější pod latinskou formou svého jména Olaus Petri, méně často Olavus Petri; 6. ledna 1493 Örebro – 19. dubna 1552 Stockholm) byl švédský duchovní, spisovatel a klíčová postava počátků švédské reformace. Jeho bratr Laurentius Petri (Lars Persson) se stal prvním švédským luteránským arcibiskupem.

## Život
Byl synem kováře z Örebro, číst a psát se naučil v místním karmelitánském klášteře. Poté studoval teologii a němčinu na univerzitu v Uppsale. Později navštěvoval i univerzitu v Lipsku (do roku 1516) a nakonec dokončil vzdělání v únoru 1518 ziskem magisterského titulu na univerzitě ve Wittenbergu. Ve Wittenbergu se spolu s mladším bratrem Larsem setkal s hlavními postavami německá reformace, Philippem Melanchthonem a Martinem Lutherem. Byl jimi silně ovlivněn.
V roce 1519 se oba bratři vrátili do Švédska. Při návratu jen těsně unikli smrti, když jejich loď během bouře ztroskotala u břehů ostrova Gotland. Chvíli oba zůstali na Gotlandu, kde Olaus kázal a pomáhal místnímu knězi učit v místní škole. V roce 1520 se Olaus vrátil na pevninu, přijal svěcení za jáhna a sloužil biskupovi Mattiasovi Gregerssonovi jako sekretář. Stal se též kancléřem diecéze Strängnäs, kakovníkem katedrály ve Strängnäs a děkanem katedrální školy.
Olaus doprovázel svého mentora, biskupa Gregerssona, do Stockholmu a zúčastnil se bouřlivé korunovace dánského krále Kristiana II., který porazil vzbouřence Stena Stureho mladšího, který chtěl setřást švédskou závislost na Dánsku. Stejně tak byl Olaus svědkem, jak Kristián za pomoci katolického arcibiskupa Gustava Trolleho nechal uvěznit a popravit 82 vedoucích švédských šlechticů a osobností. Tento masakr vešel do dějin jako Stockholmská krvavá lázeň. K zatčeným a popraveným patřil i biskup Gregersson. Sám Olaus tak tak unikl popravě poté, co proti zatčení svého nadřízeného protestoval. Život mu zachránilo, když jeden z členů Kristiánova doprovodu, který byl Němec a znal Olause z Wittenbergu, falešně dosvědčil, že Olaus je Němec.
Masakr nicméně ve Švédsku vyvolal povstání v čele s Gustavem Vasou. Olaus Vasu i povstání ihned podpořil. Když se v roce 1523 Vasa posadil na švédský trůn, Olaus byl brzy jmenován kancléřem království. O rok později byl Olaus jmenován městským tajemníkem ve Stockholmu a přestěhoval se do nového hlavního města, kde také působil jako soudce (i přes nedostatek právního vzdělání) a městský radní. Vasa měl cíl nastolit ve Švédsku protestantismus a Olaus se stal jeho beranidlem a hlavním ideologem tohoto tažení. V říjnu 1524 kapitula Uppsalské katedrály exkomunikovala oba bratry Petriovi kvůli obvinění z kacířství. Záhy se Olaus stal oficiálně luteránem, v roce 1525 se oženil, jak to povolovala luteránská pravidla, a také uskutečnil další Lutherovu myšlenku tím, že poprvé sloužil mši v národním jazyce, tedy ve švédštině. Zároveň se podílel na překládání Bible a Lutherových textů do švédštiny. V roce 1526 vydal Olaus první švédský překlad Nového zákona a také švédský katechismus (překlad celé Bible byl dokončen roku 1541).
Vasa sledoval všechny tyto kroky se sympatiemi a frontální útok na švédský katolicismus naplánoval na rok 1527, kdy svolal zasedání stavů do Västeras, na němž bylo Švédsko oficiálně vyhlášeno za protestantskou zemi. Král Gustav Vasa v roce 1531 jmenoval bratra Larse (který byl v tomto roce vysvěcen na kněze a zároveň se oženil s dcerou králova bratrance) arcibiskupem v Uppsale.
Olaus dále pokračoval zejména v publikační činnosti, napsal a vydal švédský zpěvník, liturgický manuál a mnoho homiletických a polemických traktátů. Sepsal také důležitý porávní text nazvaný Pravidlo pro sdružení soudců. Jde o 42 obecných pravidel, směsici obecného práva a zákonů, které vytvořily základ skandinávské právní tradice. Text ovšem vyšel až dlouho po Olausově smrti, roku 1616. Olaus také napsal Švédskou kroniku, která navzdory některým historickým nepřesnostem obsahuje mnoho zajímavých faktů a anekdot a zůstává důležitým historickým dokumentem.
V roce 1539 byl Olaus Petri vysvěcen na kněze. Patrně pod vlivem parhelia (halového jevu, při němž dochází k iluzi, že na obloze je více sluncí), k němuž došlo 20. dubna 1535, uvěřil v konec světa a pronesl několik apokalyptických kázání. Brzy se ale vrátil k realistickému vnímání.
Krátce po jeho vysvěcení se ovšem zhoršil Olausův vztah s králem Gustavem. Olaus byl zatčen a postaven před soud za vlastizradu, údajně proto, že se během zpovědi dozvěděl o spiknutí proti králi a neohlásil to. Někteří historici usuzují, že za zatčením byly spíše Olausovy spisy kritizující kruté tresty krále i jeho daňovou politiku. Král Gustav také chtěl ovládnout církev, zatímco Olaus podporoval náboženskou samosprávu. 2. ledna 1540 byl uznán vinným a odsouzen k trestu smrti. Rozsudek podepsal dokonce i jeho bratr Lars. Po dlouhém vyjednávání a mnoha žádostech se však jeho přátelům podařilo dosáhnout jeho propuštění, po zaplacení vysoké kauce. Někteří za to zaplatili i koncem své politické kariéry.
Olaus obdržel královskou milost v roce 1542, pravděpodobně jako odměnu za dokončení rozsáhlého projektu biblického překladu, a v tomto roce byl též jmenován inspektorem nad stockholmskými školami. Následující rok byl jmenován děkanem katedrály sv. Mikuláše (Storkyrkan) ve Stockholmu a toto kněžské postavení držel během posledních devíti let svého života. Olaus Petri byl pohřben v Storkyrkanu, který se stal o dvě století později národní katedrálou, když v této pozici nahradil katedrálu v Uppsale. Od roku 1898 má Olaus Petri před katedrálou sochu. Je rovněž hlavní postavou hry Augusta Strindberga Mäster Olof, jejíž pětihodinová premiéra se konala 30. prosince 1881.